# Dusun Pulau
Dusun Pulau is een bestuurslaag in het regentschap Muko-Muko van de provincie Bengkulu, Indonesië. Dusun Pulau telt 1146 inwoners (volkstelling 2010).